# Buffalo Running

GIF de Buffalo Running

Buffalo Running é um filme mudo estadunidense de 1883, dirigido por Eadweard Muybridge, parte de seu estudo à respeito do movimento.  Atualmente, pode ser visualizado pelo YouTube, encontrando-se em domínio público pela data em que foi realizado. 
Não se trata de um filme como entendemos hoje, mas de uma sequência de fotografias dispostas de forma a criar a impressão de movimento.

## Sinopse
Uma série de imagens fotográficas mostrando uma búfalo se movimentando.